# 日暮通 (神戸市)
日暮通（ひぐれどおり）は兵庫県神戸市中央区の町名の一つで、旧葺合区中央部南寄りに位置する。住宅・商業地域。東西に長く東から順に一～六丁目がある。郵便番号：651-0077

## 地理
東は春日野道商店街を挟んで筒井町、南は旭通、西は生田川を挟んで雲井通、北は八雲通。

## 施設
一丁目
- 春日野道商店街、

二丁目
- 中村八幡宮

三丁目
- 日暮公園
- 浄土真宗本願寺派極楽寺

四丁目
- 神戸日暮通郵便局

大安亭市場（四・五丁目境）
五丁目
- 浄土真宗本願寺派徳本寺

六丁目
- 生田川公園

かつて五丁目に済生会兵庫県病院および同付属准看護高等専修学校があった。

## 歴史
明治34年に神戸市葺合町の一部から成立。昭和6年（1931年）の区政施行まで「葺合」を冠して葺合日暮通だった。
町名の由来について、『西摂大観』によれば旧生田村にヒグラという字があり、それに日暮の字を当てたという。『葺合懐古三千年史』によればヒグラは樋倉だったとも、澄覚法親王の「布引の滝見て今日の日は暮れぬ一夜宿かせ峰の笹竹」という歌からつけたともいう。
- 明治38年（1905年）、阪神電気鉄道開通、春日野道駅設置。
- 大正8年（1919年）、済生会兵庫県病院開院。
- 昭和8年（1933年）、阪神岩屋駅～三宮駅間が地下化したのに伴い春日野道駅が吾妻通へ移転。この一帯はかつて新川スラムと呼ばれるスラム街であった。

## 人口統計
- 大正9年（1920年）の世帯数935、人口4,002[1]。
- 昭和35年(1960年）の世帯数1,287、人口5,007[1]。
- 昭和63年（1988年）の世帯数963、人口2,228[1]。
- 平成17年国勢調査（2005年10月1日現在）における世帯数926、人口1,766、うち男性869人、女性897人[2]。

## 出身・ゆかりのある人物
- 三木慎二郎（政治家） - 神戸市会議員（日本維新の会）[3]

事務所が日暮通1丁目にある。